# Kawasaki 250 Samurai A1
Die Kawasaki 250 Samurai A1 war ein Motorrad des japanischen Herstellers Kawasaki und wurde von 1966 bis 1971 gebaut.

## Geschichte und Technik
1967 erschien die 250 Samurai A1 auf dem Markt. Sie hat einen Zweizylinder-Zweitaktmotor mit einer Drehschieber-Einlass-Steuerung. Die seitlich drehenden Scheiben mit Bohrung steuern den Einlass. Besonderheit ist, dass jeder Zylinder seinen eigenen Drehschieber hat. Die Gemischaufbereitung wird über eine Getrenntschmierung (Superlube) mit einem separaten Behälter für das Zweitakter-Öl realisiert. Ein schmaler Rückgratrohrrahmen mit zwei Unterzügen bildet die Basis des Motorrads, eine Teleskopgabel und eine zweiarmige Hinterradschwinge nehmen die Räder mit Reifen in der Dimension 3.00–18 (vorne) und 3.25–18 (hinten) auf. Verzögert wird das Vorderrad mit einer 180-mm-Duplex-Trommelbremse, hinten mit einer 180 mm Simplex-Bremse. Die Instrumente sind in der oberen Schale des Hauptscheinwerfers integriert. Spätere Modelle hatten separate Instrumente. Es gab in den Jahren folgende Modelle mit der Type A1 (1966–1969), A1A (1970), A1B (1970), A1SS (1967–1969) mit hochgezogenem Auspuff, A1SSA (1970), A1SSB (1971) und A1R (Rennversion).
Das Schwestermodell 350 Avenger A7 mit einem 346,2-cm³-Motor und 42 DIN-PS  bei 7.500 min−1 wurde zeitgleich produziert.

## Nachfolger
Durch den Erfolg der 500 H1 Mach III angeregt, wurde in den kleineren Klassen 1971 die 250 S1 Mach I (250-SS) und 350 S2 Mach II (350-SS), sowie 1974 die 400 S3 Mach II (400-SS) angeboten. Als Topmodell ab 1972 hatte Kawasaki die sehr schnelle 750 H2 Mach IV im Programm.